# Эндост

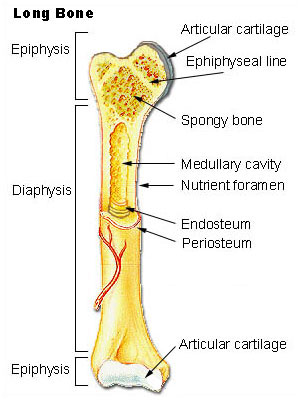
Строение трубчатой кости.

Эндост — тонкий соединительнотканный слой, выстилающий костную ткань трубчатых костей изнутри с формированием костномозгового канала. Морфологически эндост подобен наружному слою трубчатых костей — периосту (надкостнице). Толщина эндоста меньше, чем у надкостницы, однако превышает 1—2 мкм. Эндост и периост связаны лакунарно-канальциевой системой костной ткани, поддерживающей микроциркуляцию жидкости между ними.

## Строение
В эндосте различают осмиофильную линию на наружном крае минерализованной костной ткани; остеоидный слой, образованный аморфным веществом, коллагеновыми волокнами, остеобластами, капиллярами и нервными окончаниями; слой чешуевидных клеток, нечётко отграничивающий эндост от содержимого костномозгового канала.

## Физиология
В зонах формирования костной ткани эндост утолщается в 10—20 раз за счёт остеоидного слоя вследствие активации остеобластов и их предшественников. На фоне ремоделирования кости в ткани эндоста выявляются остеокласты.
Эндост подвержен резорбции при длительном недоедании и старении, что приводит к истончению компактного вещества и перестройке губчатого вещества кости.